# Sjabla
Sjabla (Bulgaars: Шабла) is een stadje in het noordoosten van de Bulgaarse oblast Dobritsj. De stad is gelegen tussen Baltsjik en de Roemeense grens, in de buurt van de stad Kavarna. De stad is het administratieve centrum van de gemeente Sjabla. 
De vuurtoren van Sjabla wordt beschouwd als de oudste van Bulgarije.

## Geografie
De gemeente Sjabla is gelegen in het noordoostelijke deel van de oblast Dobritsj. Met een oppervlakte van 329,639 vierkante kilometer beslaat het 6,98% van het grondgebied van de oblast. De gemeente Sjabla is de meest oostelijke gemeente van Bulgarije  en de Kaap Sjabla is het meest oostelijke punt van Bulgarije. De grenzen zijn als volgt:
- in het zuiden en westen - gemeente Kavarna;
- in het noordwesten - gemeente General Tosjevo;
- in het noorden - Roemenië;
- in het oosten - de Zwarte Zee.

## Geschiedenis
In de 6e eeuw v.Chr. werd er een Thracische nederzetting gesticht. In de Romeinse tijd heette de plaats Karia en fungeerde het als zeehaven. In de 4e eeuw werd er een fort gebouwd.
In de 16e eeuw werd Sjabla als Ottomaans dorp gesticht. De plaatsnaam komt voor het eerst voor in documenten uit 1573.

## Bevolking
Op 31 december 2020 telde het stadje Sjabla 3.003 inwoners, terwijl de gemeente Sjabla 4.337 inwoners had. Het aantal inwoners in de stad is met 298 personen afgenomen ten opzichte van 3.401 inwoners in 2011. De gemiddelde jaarlijkse groei in die periode komt daarmee uit op -1,3%, hetgeen lager is dan het landelijk jaarlijks gemiddelde over deze periode (-0,63%). 
- 1934 2623
Koninkrijk Bulgarije
- 1946 2825
Volksrepubliek Bulgarije
- 1956 3788
Volksrepubliek Bulgarije
- 1965 4536
Volksrepubliek Bulgarije
- 1975 4477
Volksrepubliek Bulgarije
- 1985 4725
Volksrepubliek Bulgarije
- 1992 4401
Republiek Bulgarije
- 2001 4008
Republiek Bulgarije
- 2011 3401
Republiek Bulgarije
- 2020 3003
Republiek Bulgarije

- Koninkrijk Bulgarije
- Volksrepubliek Bulgarije
- Republiek Bulgarije

### Religie
De laatste volkstelling werd uitgevoerd in februari 2011 en was optioneel. Van de 5.069 inwoners reageerden er 3.960 op de volkstelling. Van deze 3.960 ondervraagden waren er 3.406 lid van de Bulgaars-Orthodoxe Kerk, oftewel 86% van de bevolking. De rest van de bevolking had een andere geloofsovertuiging of was niet religieus. 
| Religieuze samenstelling in februari 2011 | Religieuze samenstelling in februari 2011 | Religieuze samenstelling in februari 2011 | Religieuze samenstelling in februari 2011 | Religieuze samenstelling in februari 2011 |
| ----------------------------------------- | ----------------------------------------- | ----------------------------------------- | ----------------------------------------- | ----------------------------------------- |
|                                           |                                           |                                           |                                           |                                           |
| Bulgaars-Orthodoxe Kerk                   | Bulgaars-Orthodoxe Kerk                   |                                           | 86,01%                                    | 86,01%                                    |
| Katholieke Kerk                           | Katholieke Kerk                           |                                           | 0,56%                                     | 0,56%                                     |
| Protestantisme                            | Protestantisme                            |                                           | 0,00%                                     | 0,00%                                     |
| Islam                                     | Islam                                     |                                           | 1,89%                                     | 1,89%                                     |
| Geen                                      | Geen                                      |                                           | 2,73%                                     | 2,73%                                     |
| Anders/ Onbekend                          | Anders/ Onbekend                          |                                           | 8,81%                                     | 8,81%                                     |

## Gemeentelijke kernen
De gemeente Sjabla bestaat uit de onderstaande 16 nederzettingen:
| Plaatsnaam        | Cyrillisch      | Bevolking (2009) |
| ----------------- | --------------- | ---------------- |
| Sjabla            | Шабла           | 3.586            |
| Bozjanovo         | Божаново        | 15               |
| Tsjernomortsi     | Черноморци      | 80               |
| Doerankoelak      | Дуранкулак      | 455              |
| Ezerets           | Езерец          | 183              |
| Goritsjane        | Горичане        | 95               |
| Goroen            | Горун           | 105              |
| Granitsjar        | Граничар        | 163              |
| Krapets           | Крапец          | 378              |
| Prolez            | Пролез          | 56               |
| Smin              | Смин            | 78               |
| Staevtsi          | Стаевци         | 8                |
| Tvarditsa         | Твърдица        | 11               |
| Tjoelenovo        | Тюленово        | 59               |
| Vaklino           | Ваклино         | 195              |
| Zachari Stojanovo | Захари Стояново | 113              |
| Totaal            |                 | 5.580            |

Bestuurlijk centrum: Dobritsj
 Baltsjik - Dobritsj - Dobritsjka - General Tosjevo - Kavarna - Kroesjari - Sjabla - Tervel